# Dubbelconsumptie
Dubbelconsumptie is een sciencefictionverhaal geschreven door de Brit Christopher Priest in 1970. Het werd origineel onder de titel Double consummation uitgegeven in 1974 in de verzamelbundel Real-Time World. In het Nederlandse taalgebied verscheen het in de bundel Vuurstorm bij Born NV Uitgeversmaatschappij in de serie Born SF (1978).  

## Het verhaal
Clive en Anne wonen in een wereld na het jaar 2021. In dat jaar heeft er een volkstelling plaatsgvonden waarbij het inwoneraantal van het Verenigd Koninkrijk werd bepaald op 30 miljoen. Na de Tweede Wereldoorlog kreeg de Britse staat steeds meer invloed op het dagelijkse leven, hetgeen leidde tot een apatische bevolking. Voortplanting werd beperkt door de toekomstvisie zonder optimisme. Om de werkloosheid laag te houden werd iedereen gestimuleerd om zoveel mogelijk goederen te kopen. Daarbij was het uit den boze dat mensen samenwoonden, trouwden en kinderen kregen. Om de verkoop dwangmatig te stimuleren, werden kinderen direct uit huis geplaatst. Om toch iedereen zijn/haar pleziertje te gunnen kwamen er transitiepillen op de markt. Door het gebruik van die pillen kon een mate van seksuele vrijheid verkregen worden. Dat moest dan wel met een partner buiten een eventuele verbintenis. 
Clive maakte regelmatig gebruik van die pillen om uit de band te springen met Nicola. Nicola doet overigens hetzelfde binnen haar relatie. Na een avond plezier keren beiden weer terug op het veilige nest. Dat blijkt voor Clive niet veilig; Anne heeft een briefje achter gelaten, dat ze voor een ander kiest. Clive kiest er vervolgens voor alvast naar de ruimte te gaan, waar hij zijn pleziertjes met Nicola beleeft. In plaats van een lege ruimte treft hij daar Nicola aan. Zij deelt hem mee dat de laatste tijd zij geen pillen meer nodig heeft om van hun avondjes te genieten. Ze is verliefd op hem en wil als het goed gaat een kind van Clive. Clive en Nicola besluiten vervolgens om de transitiepillen nooit meer te slikken. 

## Opmerking
Priest schreef in zijn verhaal, dat een gezin bestaande uit vier personen, niet meer nodig heeft dan maximaal twee auto’s, een televisie en een telefoon; de leefsituatie in 2015 laat zien dat het anders liep.